# 金星横断小惑星
金星横断小惑星（きんせいおうだんしょうわくせい、Venus-crosser asteroid）は、その軌道が金星と交叉する小惑星である。

## 一覧
以下にその主なものの一覧を示す。なお、「外」は金星外接小惑星、「水」は水星横断小惑星又は外接小惑星を表す。
- (1566) イカルス : 水
- (1862) アポロ
- (1864) Daedalus
- (1865) ケルベルス
- (1981) ミダス
- (2063) バックス
- (2100) ラー・シャローム
- (2101) アドニス : 水
- (2201) オルヤト
- (2212) ヘファイストス : 水
- (2340) ハトホル : 水
- (3200) ファエトン : 水
- (3360) シリンクス
- (3362) Khufu
- (3554) アムン
- (3753) クルースン
- (3838) Epona : 水
- (4034) Vishnu
- (4183) Cuno : 外
- (4197) 1982 TA
- (4341) Poseidon
- (4450) パン
- (4581) アスクレピウス
- (4769) カスタリア
- (4953) 1990 MU
- (5131) 1990 BG
- (5143) Heracles : 水
- (5381) セクメト
- (5590) 1990 VA
- (5604) 1992 FE
- (5660) 1974 MA : 水
- (5693) 1993 EA
- (5786) Talos : 水
- (5828) 1991 AM
- (6037) 1988 EG
- (6063) Jason
- (6239) Minos
- (8035) 1992 TB : 外
- (8176) 1991 WA
- (8507) 1991 CB1
- (9162) Kwiila
- (9202) 1993 PB
- (10145) 1994 CK1
- (10165) 1995 BL2
- (11500) Tomaiyowit
- (16816) 1997 UF9
- (16960) 1998 QS52 : 水
- (17182) 1999 VU
- (22753) 1998 WT
- (24443) 2000 OG : 水
- (26379) 1999 HZ1
- (30997) 1995 UO5
- (31662) 1999 HP11 : 外
- (33342) 1998 WT24 : 水
- (36284) 2000 DM8
- (37655) Illapa : 水
- (38086) Beowulf
- (40267) 1999 GJ4 : 水
- (41429) 2000 GE2
- (52750) 1998 KK17
- (55532) 2001 WG2
- (65679) 1989 UQ
- (65733) 1993 PC
- (65909) 1998 FH12
- (66063) 1998 RO1 : 水
- (66146) 1998 TU3 : 水
- (66253) 1999 GT3 : 水
- (66391) 1999 KW4 : 水
- (66400) 1999 LT7 : 水
- (67381) 2000 OL8
- (68347) 2001 KB67
- (68348) 2001 LO7 : 水
- (68950) 2002 QF15
- (69230) ヘルメス
- (85182) 1991 AQ
- (85713) 1998 SS49
- (85770) 1998 UP1
- (85953) 1999 FK21 : 水
- (85989) 1999 JD6 : 水
- (85990) 1999 JV6
- (86450) 2000 CK33
- (86667) 2000 FO10 : 水
- (86829) 2000 GR146
- (86878) 2000 HD24
- (87025) 2000 JT66
- (87309) 2000 QP : 水
- (87684) 2000 SY2 : 水
- (88213) 2001 AF2 : 水
- (88254) 2001 FM129 : 水
- (89958) 2002 LY45 : 水
- (90367) 2003 LC5
- (96315) 1997 AP10
- (96536) 1998 SO10
- (96590) 1998 XB
- (96744) 1999 OW3 : 水
- (99907) 1989 VA
- (99935) 2002 AV4
- (136818) Selqet
- (163693) アティラ

以下は2012年8月までに発見された金星横断小惑星の中で、際立った特徴を持つものである。
| 名称      | 備考                                     |
| --------- | ---------------------------------------- |
| 2002 VE68 | 水 ＊金星の準衛星                        |
| 2005 HC4  | 水 ＊最も近日点が太陽に近い (0.071AU)    |
| 2008 EA32 | 水 ＊最も遠日点が太陽に近い (0.804AU)    |
| 2009 HC82 | ＊非常に珍しい逆行する金星横断小惑星     |
| 2011 AF3  | 水 ＊最も遠日点が太陽から遠い (13.606AU) |